# Kazimierz Oppeln-Bronikowski
Kazimierz Bronikowski herbu własnego (ur. 1 kwietnia 1861 w Ostrowie Wielkopolskim, zm. 27 listopada 1909 we Lwowie) – polonista, germanista, pedagog i tłumacz.
Był synem Antoniego, profesora Królewskiego Katolickiego Gimnazjum w Ostrowie i Albertyny ze Święcickich, dużo młodszym  (o 18 lat) bratem dziennikarza poznańskiego Stanisława Bronikowskiego. Maturę zdał w ojcowskiej szkole w Ostrowie, po czym od 1879 r. studiował filozofię, pedagogikę i języki nowożytne na uniwersytetach we Wrocławiu, Lipsku i na UJ. W czasie studiów we Wrocławiu  (1879–1885) był członkiem polskiego Towarzystwa Literacko-Słowiańskiego. Magisterium zdał w roku 1885 we Wrocławiu, po czym osiedlił się w Krakowie. W roku 1887 uzyskał obywatelstwo austriackie i otrzymał posadę nauczyciela  w III gimnazjum krakowskim. Świetny pedagog, cieszył się wielkim uznaniem uczniów.  W roku 1892 zdał egzamin nauczycielski z języków polskiego i niemieckiego i przeniósł się do Lwowa, gdzie objął posadę profesora w Wyższej Szkole Przemysłowej, ucząc jednocześnie niemieckiego w różnych gimnazjach lwowskich. We Lwowie pozostał do końca życia.
Bronikowski brał także żywy udział w życiu naukowym, działał jako polonista (pisząc o Kochanowskim) i germanista (przekład Laokoona Lessinga). Zajmował się także dydaktyką nauczania języków nowożytnych i napisał parę podręczników stylistycznych dla szkół zawodowych (w tej dziedzinie, polskiej stylistyce związanej z zawodami przemysłowymi, był pionierem). Swe artykuły i recenzje umieszczał w periodykach wszystkich trzech zaborów.